# Uniola virgata
Uniola virgata är en gräsart som först beskrevs av Jean Louis Marie Poiret, och fick sitt nu gällande namn av August Heinrich Rudolf Grisebach. Uniola virgata ingår i släktet Uniola och familjen gräs. Inga underarter finns listade i Catalogue of Life.